# Juan Pérez Castiel

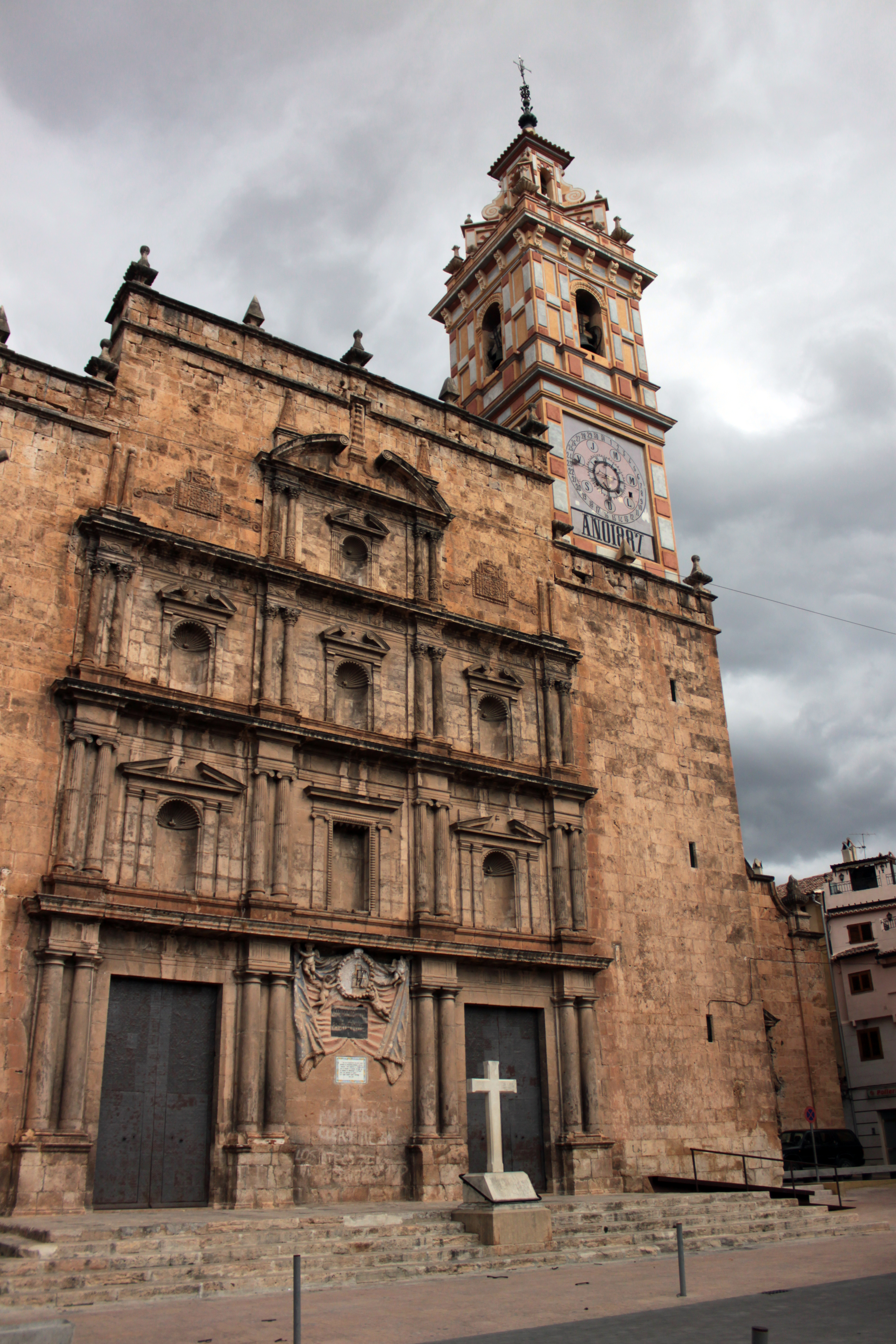
Iglesia de Nuestra Señora de los Ángeles de Chelva.

Juan Pérez Castiel  (Cascante, Teruel, 1635 ?- Cascante 1717) fue un arquitecto barroco que trabajó en la Catedral de Valencia y muchas Iglesias valencianas, la Catedral de Cuenca e Iglesias de Teruel.  
A pesar de que Marcos Antonio Orellana, en su Biografía pictórica valenciana (mediados del Siglo XVIII), aseguraba que nació en Cascante del Reino de Aragón, durante tres siglos se le consideró navarro, de la homónima villa de Cascante. 
María José, López Azorín, descubrió su testamento en el Archivo del reino de Valencia en 1993 y quedó definitivamente probado su origen aragonés.  
Cascante cambió de nombre en 1916, pasando a denominarse Cascante del Río.
El Libro de Gremios de la ciudad contabilizaba más de 50 Arquitectos y Maestros de obras procedentes del Teruel a lo largo del siglo XVII y principios del XVIII.  

## Biografía
De muy joven emigró a la ciudad de Valencia y entró a trabajar en el taller del turolense Pedro Artigues con cuya hija Jesualda se casó. Viudo se volvió a casar  en 1683 con" la doncella Florencia Valls", según aparece en el Archivo de protocolos del Patriarca. 
Fue maestro mayor del capítulo de la Catedral entre 1672 y 1707. 
Se le considera el introductor del barroco en Valencia. 
Como destacado austracista en la Guerra de Sucesión fortificó las murallas de Valencia para defenderse del asedio de las tropas borbónicas. Fue condenado a galeras y cambiada la pena por destierro del Reino de Valencia a Aliaguilla. Al parecer adquirió el grado de Capitán. 
En 1667 realizó el claustro del monasterio de Santa María del Puig, junto al genovés Francesco Verde. 
Su estilo es barroco con mucha ornamentación, como  el presbiterio de la Catedral de Valencia (1674-82), parte del cual fue desmontado en 2006 para mostrar las pinturas renacentistas anteriores de Paolo de San Leocadio y Francesco Pagano. 
Posteriormente evolucionó a un barroco más moderno, de tipo matematicista, por influencia de su hijo Juan Bautista, Presbítero y Archivero de la iglesia de San Lorenzo, arquitecto y erudito de la arquitectura renacentista italiana ( Vitrubio, Palladio, etc.)
Trabajó en numerosas iglesias parroquiales, como la de San Valero (1676) de Valencia y la de Santa Catalina de Alcira (1681) con potentes columnas salomónicas, que fueron el modelo para otras obras posteriores como la de San Esteban (1679-82), San Andrés (1684-86), capilla de Santa Bárbara de San Juan del Hospital (1684-89) y San Nicolás (1690-93) de la ciudad de Valencia. 
También trabajó en pueblos de la provincia y Castellón; la Iglesia de la Madre de Dios de los Ángeles de Chelva (1676-1702),  la Iglesia de Nuestra Señora de los Ángeles de Tuéjar,  la Iglesia de la Asunción  de Torrente (1697),  de Biar (1686-94), una presa en Almácera (1687 Castellón), Iglesia de Santa María de Cocentaina (1692), Iglesia de San Juan Bautista y Santuario de la Virgen del Niño perdido de Caudiel (1701 1704), Iglesia arciprestal de Santa María de Sagunto (1703), Iglesia del Salvador de Requena (1710) desde su exilio.  
En  Valencia ciudad, aparte de los señalados anteriormente ; Sala capitular y Claustro del Convento de San Agustín (1694), Capilla de San Pedro de la Catedral (1696), Cimborrio de la Catedral (1698), Convento del Socorro (1699), Concurso a la portada principal de la Catedral que perdió (1701), Casa de la Ciudad de valencia(1702)  
Reformó los campanarios de San Agustín y San Bartolomé (1684) en Valencia.  
Fuera de España, el palacio Pitti del Duque de Toscana, último Medicis en Florencia ,según Marcos Antonio Orellana. 
Además, realizó los planos del antiguo Colegio de San Pío V, actualmente sede del Museo de Bellas Artes de Valencia, en 1683, aunque la ejecución fue a cargo de su hijo Baptista Pérez Artigas y su sobrino José Mínguez.

## Galería

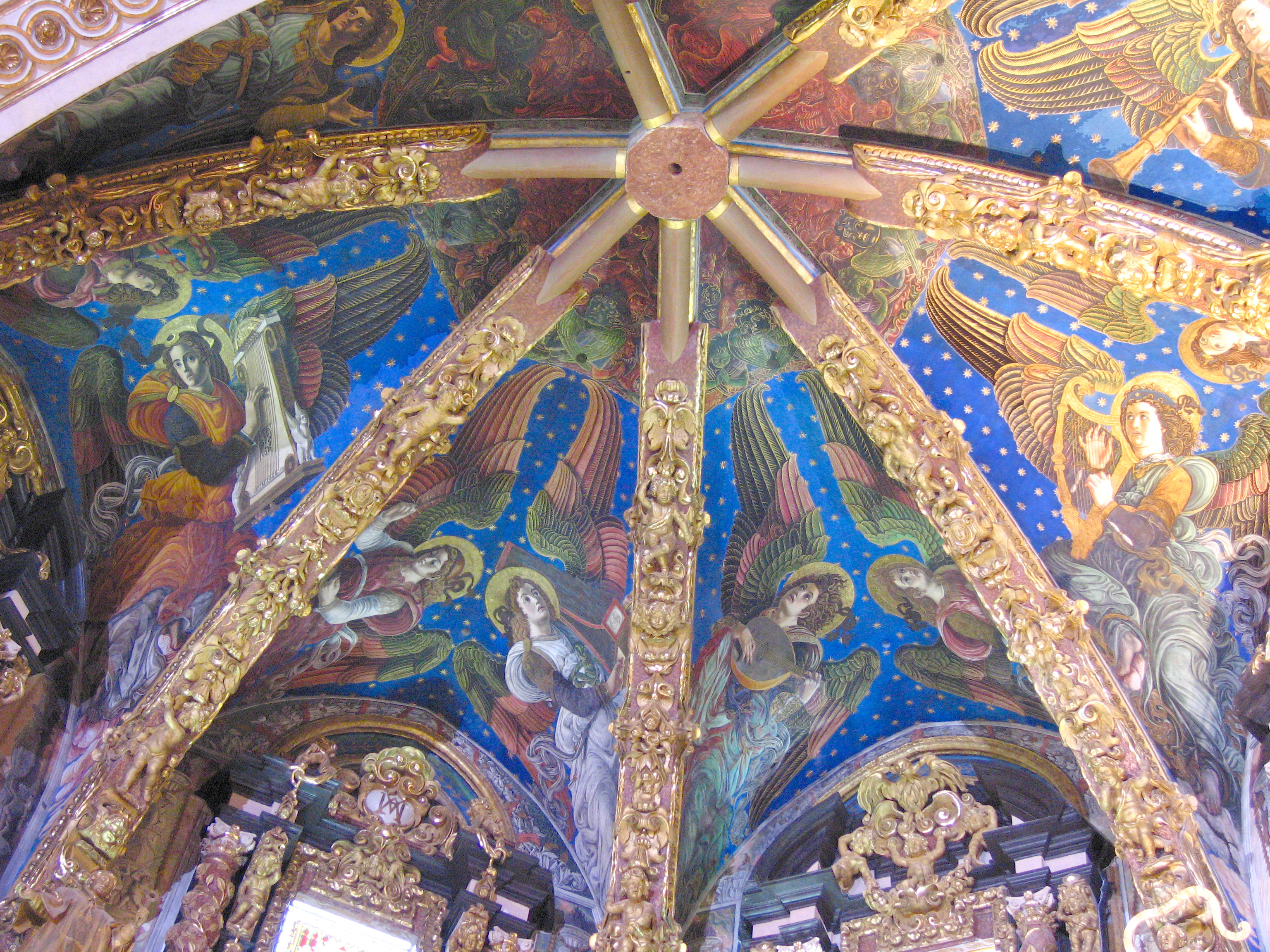
Aspecto actual de la Capilla Mayor de la Catedral de Valencia, con los ángeles músicos de Paolo de San Leocadio y Francesco Pagano.
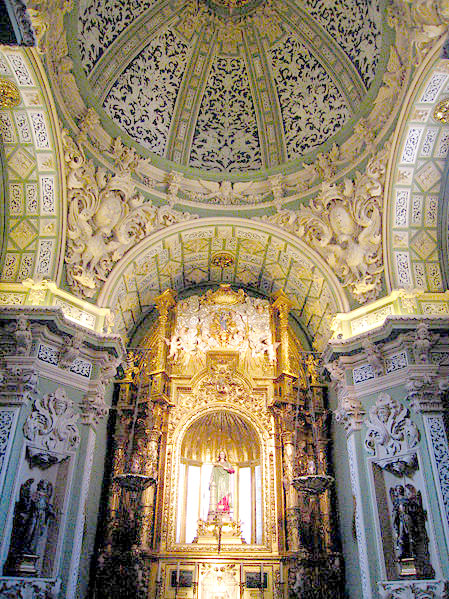
Capilla de Santa Bárbara en San Juan del Hospital.
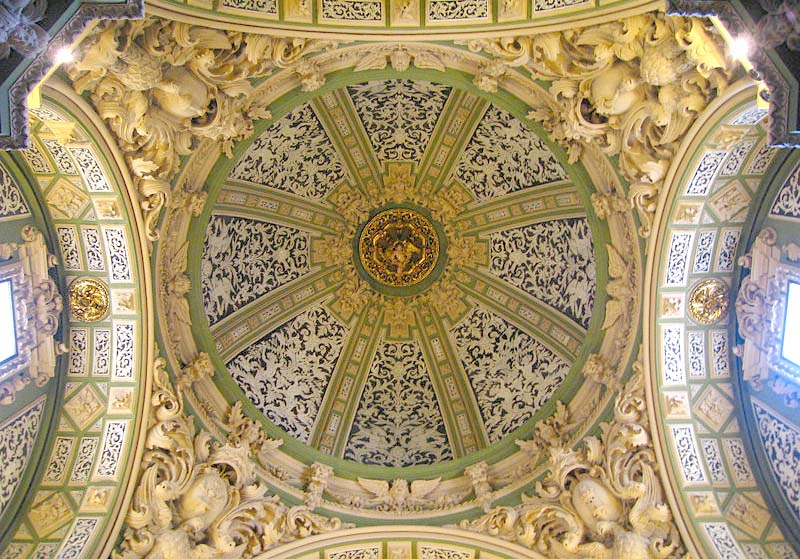
Cúpula de la Capilla de Santa Bárbara en San Juan del Hospital.

En su destierro en Aliaguilla realizó las reformas de la Iglesia de Requena y sobre todo la reforma de la fachada de la Catedral de Cuenca. Hay numerosas referencias a sus actuaciones en el Archivo de la Catedral de Cuenca desde 1710 a  1714. 
Reformas en Teruel : la Iglesia del Salvador, la Capilla de los Amantes, el Convento de Santa Clara y el de Santa Teresa. Iglesia de San Mateo de Camarena de la Sierra (1663 1667).  
Efectuó varias obras en la zona de Ademuz como la Iglesia de San Pedro y San Pablo e incluso, se le atribuye la austera Iglesia parroquial de Puebla de San Miguel, donde otorgó en 1689, un poder al Bayle (Alcalde) del Rincón de Ademuz y a un labrador de Cascante.
Fue el progenitor de una saga de arquitectos muy influyentes en el barroco valenciano como sus hijos, Juan Bautista  y Vicente Pérez Castiel  Artigues y su sobrino José Mínguez . Algunas fuentes lo consideran su hijo natural.
Asimismo tuvo un círculo de discípulos, muy importantes y numerosos, que proyectaron obras "a lo Juan Pérez Castiel", con la misma praxis constructiva y ornamental. 